# Кашперівка (Хмільницький район)
Ка́шперівка — село в Україні, у Глуховецькій громаді Хмільницького району Вінницької області. Населення становить 716 осіб. Через село проходить шосе Т 0606 Бердичів-Іллінці.

## Географія

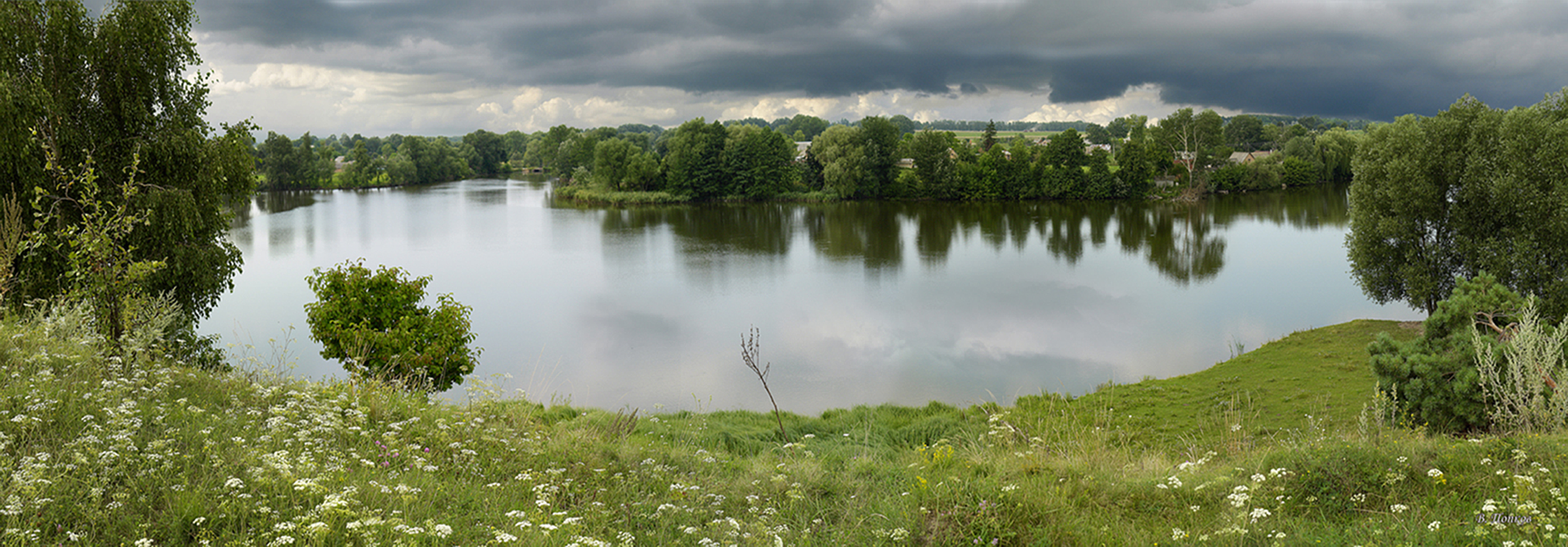
Панорама села з горбів

Крайнє північне село Вінницької області. Через село протікає річка Сингаївка, ліва притока Гуйви. В селі є 5 ставків. В заповідному парку розташований Кашперівський дитячий протитуберкульозний санаторій «Лісова пісня».
Один з ставків має кристалічний грунт, який був описаний Вацлавом Борейко. Про це згадує у своєму листі приятель Борейка Тадеуш Чацький. 

## Історія
Приблизно з 50-х р.р. 18 ст. належало Тишкевичам.
У 1767 році село мало 86 будинків, 516 мешканців.
У 1791 році було побудовано церкву на честь св.Михаїла.
У 1805 році належало Тишкевичам.
У к.ХІХ ст. мало 800 мешканців, церкву.Власність Змигродських.

## Особистості
В поселенні народилися:
- Сервін Владислав Йосипович (нар. 1931) — український живописець, графік.
- Терещук Віталій Володимирович (1932—2010) — український поет.
- Яцюк Микола Софронович (1945) — український педагог, художник.

## Сільське господарство
У селі Кашперівка проживає родина Мар’янчиків, що займається фермерським господарством. У властності має 60 гектарів поля, яке засівають соняшником, кукурудзою, пшеницею. У 2022 році, поки чоловік пішов воювати на фронт, Тетяна Мар’янчик взяла на себе обов’язки фермера, навчилась водити трактор та самотужки виростила урожай під час війни. 